# Post tam diuturnas
Post tam diuturnas je apoštolská exhortace papeže Pia VII., ve které 29. dubna 1814 píše o ústavě navržené Senátem po obnovení Bourbonské monarchie. List byl adresován troyeskému biskupovi Étiennovi Antoinovi de Boulogne.

## Obsah
Papež nejprve vyjadřuje spokojenost s obnovením své vlády v Papežském státě a Bourbonského rodu ve Francii. Vyslal do Francie mimořádného nuncia, aby se setkal s Ludvíkem XVIII. a poblahopřál mu k obnovené moci.
Papežovu radost však zarmoutila ústava navržená Senátem (dva měsíce před Charte constitutionnelle) zveřejněná v novinách (v latině: Gaudium tamen hoc nostrum cito grandissimus perturbavit dolor, cum scilicet novam regni constitutionem a Parisiensi senatu decretuleruntam publicae). Papež Pius VII. lituje, že v ústavě nebyl zmíněn katolicismus a všemohoucí Bůh, skrze kterého vládnou králové (latinsky: Dei omnipotentis quidem, per quem reges regnant).
Pius VII. odsoudil svobodu svědomí a náboženství (libertas conscientiae, libertas cultus) uvedenou ve 22. článku ústavy, přičemž zdůrazňuje krev obětovanou ve Francii mučedníky a horlivou podporu náboženství ze strany rodu Bourbonů. Podle Pia VII. zasadil tento článek katolickému náboženství smrtelnou ránu, zajistil mísení pravdy a omylu, rovné postavení heretických sekt, včetně perfidního judaismu a katolicismu (v latině: hoc ipso veritas cum errore confunditur, ac pari loco cum saereticorum et imaculdia per sactisa junctaica sponsa Ecclesia […] collocatur) a odkazuje na dílo sv. Augustina De Haeresibus.
Papež si stěžuje na svobodu tisku (libertas imprimendi) zaručenou článkem 23. Přináší jistou zkázu do zvyků a víry (latinsky: de servata permissaque articulo XXIII, imprimendi libertate, ex qua sane [...] quam certa pernicies moribus et fidei impendat). Papež považuje za nejtěžší zlo (gravissima haec mala), pokud je každému dána svoboda tisknout, co se mu zlíbí. Papež žádá francouzské biskupy, aby vynaložili veškeré úsilí k zamítnutí této ústavy a aby požádali krále, aby vyjádřil své obavy a vysvětlil nebezpečí pro katolicismus, pro duše a osud víry ve Francii (latinsky: exponas quam gravia catholicae religioni damna, quanta animabus pericula, quod fidei exitium in Galliis comparetur), pokud by výše uvedené články (22, 23 a také 6, 24 a 25, jejichž obsah papež v apoštolském listu neuvádí) byly potvrzeny.
Ústavu Ludvík XVIII. odmítl a dne 4. června 1814 vydal Ústavní listinu.